# Podilymbus gigas
Lo svasso dell'Atitlán (Podilymbus gigas Griscom, 1929), noto anche come svasso gigante, podilimbo gigante o poc, è un uccello acquatico estinto, strettamente imparentato con il podilimbo. Era endemico del lago Atitlán, situato in Guatemala a 1700 m di altitudine. Grazie all'assiduo lavoro sul campo dell'ecologista americana Anne LaBastille, conosciamo molto bene le varie tappe del suo declino. LaBastille osservò questa specie per più di 25 anni, scrivendo anche un libro su di essa, Mama Poc.

## Descrizione
Lo svasso di Atitlán raggiungeva una lunghezza di circa 46–50 cm. Il richiamo e l'aspetto fisico erano molto simili a quelli del podilimbo. Il piumaggio era quasi completamente di color marrone scuro, con i fianchi screziati di bianco. La testa era quasi nera e il collo era di color marrone scuro in primavera e bianco in inverno. Le zampe erano grigio ardesia. Sul becco era presente una fascia verticale nera. Il colore del becco variava dal bianco in primavera al marrone nelle altre stagioni. L'iride era marrone. Aveva ali piuttosto piccole ed era incapace di volare.

## Riproduzione
Ogni covata era costituita da 4 o 5 uova bianche. Dopo la loro schiusa, entrambi i genitori si prendevano cura dei piccoli.

## Estinzione
Il declino dello svasso di Atitlán ebbe inizio tra il 1958 e il 1960 con l'introduzione nel lago del persico trota dalla bocca piccola (Micropterus dolomieu) e del persico trota (Micropterus salmoides). Queste specie invasive ridussero il numero dei granchi e dei pesci che costituivano la principale fonte di cibo dello svasso ed inoltre uccidevano i nidiacei. La popolazione dello svasso di Atitlán diminuì dai 200 esemplari del 1960 agli 80 degli 1965. Grazie ai progetti di conservazione di Anne LaBastille, nel 1966 venne istituito un rifugio in cui la specie poté nuovamente aumentare di numero. Già nel 1973 la popolazione contava nuovamente 210 esemplari. Sfortunatamente, il lago venne squassato dal terremoto che nel 1976 colpì il Guatemala. Una frattura formatasi sul fondo del lago causò un abbassamento del livello dell'acqua che fece diminuire moltissimo il numero degli svassi. Nel 1983 ne rimanevano solamente 32, ma la maggior parte di essi erano individui ibridizzatisi con i podilimbi. Gli ultimi due esemplari vennero avvistati nel 1989; dopo la loro scomparsa, lo svasso di Atitlán venne dichiarato ufficialmente estinto.